# Circle of Fifth
Circle of Fifth là album nhạc pop Nhật Bản do Shinji Orito sản xuất với giọng ca từ chín nghệ sĩ. Album được phát hành vào ngày 24 tháng 10 năm 2012 bởi Key Sounds Label với hai đĩa. Album đạt vị trí cao nhất 81 trên bảng xếp hạng album hàng tuần củaOricon.

## Danh sách track
Tất cả các ca khúc được viết bởi Shinji Orito.
| Disc 1 | Disc 1                                                                    | Disc 1        | Disc 1                          | Disc 1     |
| STT    | Nhan đề                                                                   | Phổ lời       | Artist / Arrangement            | Thời lượng |
| ------ | ------------------------------------------------------------------------- | ------------- | ------------------------------- | ---------- |
| 1.     | "Shooting star" (New arrangement)                                         | Kotoko        | Kotoko / MintJam a2c            | 4:56       |
| 2.     | "Precious" (New arrangement)                                              | Mami Kawada   | Mami Kawada / Yoshino Yoshikawa | 4:48       |
| 3.     | "Sora no Mori de" (空の森で) (New arrangement)                            | Mami Takubo   | Mami Kawada / Kenji Ogura       | 5:34       |
| 4.     | "Light colors" (New arrangement)                                          | Jun Maeda     | Lia / Kohei Yamada              | 5:59       |
| 5.     | "Torch" (New arrangement)                                                 | Kai           | Lia / Kenji Ogura               | 4:09       |
| 6.     | "Starting Over (Reproduction Staycool 2007 Edition)" (Original recording) | Yuriko Mori   | Lia / Kentaro Fukushi           | 6:14       |
| 7.     | "Tori no Uta" (鳥の詩)                                                    | Jun Maeda     | Lia / Kohei Yamada              | 6:13       |
| 8.     | "Itsuwaranai Kimi e" (偽らない君へ) (Original recording)                  | Ryukishi07    | Nagi Yanagi / Shōji Morifuji    | 6:48       |
| 9.     | "Alicemagic" (Original recording)                                         | Yūto Tonokawa | Rita / MintJam                  | 4:33       |
| 10.    | "Koibumi" (恋文) (Original recording)                                     | Yūto Tonokawa | Nagi Yanagi / Manyo             | 6:28       |
| 11.    | "Philosophyz" (Original recording)                                        | Yūto Tonokawa | Runa Mizutani / MintJam         | 4:52       |
| 12.    | "Kaze no Tadoritsuku Basho" (風の辿り着く場所) (New arrangement)          | Jun Maeda     | Ayana / Kentaro Fukushi         | 6:21       |

| Disc 2           | Disc 2 | Disc 2           | Disc 2                             | Disc 2     |
| STT              | Nhan đề | Phổ lời          | Artist / Arrangement               | Thời lượng |
| ---------------- | --- | ---------------- | ---------------------------------- | ---------- |
| 1.               | "Sign" (Original recording)                                                                                              | Kotoko           | Ray / Kazuya Takase                | 4:45       |
| 2.               | "Kokuhaku" (告白) (Original recording)                                                                                   | Kotoko           | Ray / Kazuya Takase                | 5:32       |
| 3.               | "World Link" (Original recording)                                                                                        | Kai              | Kotoko / Donmaru                   | 4:38       |
| 4.               | "Teller of World" (New arrangement)                                                                                      | Kai              | Kotoko / Shinya Saito              | 5:38       |
| 5.               | "Last Word" (ラストワード Rasuto Wādo) (Original song)                                                                   | Kai              | Ayaka Kitazawa / Suzumu            | 4:42       |
| 6.               | "Sunbright" (サンブライト Sanburaito) (Vocal version of background music track from Rewrite)                             | Ryukishi07       | Ayaka Kitazawa / MintJam Terra     | 4:37       |
| 7.               | "Orpheus (Kimi to Kanaderu Ashita e no Uta) Ayaka Ver." (Orpheus (君と奏でる明日への詩) Ayaka Ver.)                      | Takahiro Baba    | Ayaka Kitazawa / Ryōsuke Nakanishi | 6:04       |
| 8.               | "Fortune Card" (Original song)                                                                                           | Kai              | Ayaka Kitazawa / Masatomo Ota      | 4:28       |
| 9.               | "Perseids" (Original song)                                                                                               | Kai              | Ayaka Kitazawa / Kentaro Fukushi   | 5:24       |
| 10.              | "Bokura no Tabi" (僕らの旅) (Vocal version of "Shōjotachi no Gogo 4-ji-han" (少女たちの午後４時半) from Little Busters!) | Leo Kashida      | Ayaka Kitazawa / Luka              | 4:45       |
| Tổng thời lượng: | Tổng thời lượng: | Tổng thời lượng: | Tổng thời lượng:                   | 117:28     |